# Maurizio Pugno
Maurizio Pugno (Gubbio, 3 agosto 1966) è un chitarrista italiano di genere blues.

## Biografia
Appassionato di musica afroamericana forma con Rico Migliarini nel 1985 la ½ Blues Band, con la quale inizia a calcare i primi palchi del centro Italia.
Nel 1986 si unisce alla Wolves Blues Band, composta da Rico Migliarini (voce e armonica), Roberto Giuli (piano), Lorenzo Ghigi (basso), Marco Franconi (batteria), Mirko Pugno (tromba), Gianni Menichetti (sax alto), Carlo Menichini (sax tenore), Francesco Menichetti (sax tenore), dove compare come arrangiatore ed esecutore nelbrano Brake It Up presente nella compilation, Mixaudio,  pubblicato nel 1989 dall’etichetta discografica Quadrivium/EGEA dove sono rappresentate diverse realtà umbre.
Con la Wolves Blues Band suona dal 1986 al 1994 in tour in Italia (tra cui Pistoia Blues Festival nel 1988), facendo jam con importanti musicisti come il batterista jazz Dennis Chambers.
Nel 1993 arrangia e scrive i suoi primi brani per il primo LP della Wolves Blues Band inciso per l’etichetta jazz Egea e intitolato Last Nite. Dal 1995 al 1996 si dedica al blues rurale suonando in duo acustico con l’armonicista Rico Migliarini, suo storico partner musicale.

### Rico Blues Combo
Nel 1996 nasce il Rico Blues Combo, quartetto di blues elettrico formato da Pugno (chitarra), Riccardo Migliarini (voce e armonica), Mirco Capecci (basso) e Giuliano Bei (batteria).
Il gruppo realizza tour europei e collaborazioni con artisti internazionali, come il cantante inglese Andy Martin, il cantante di Austin Matt Leddy, il chitarrista di Chicago Dave Specter e il cantante/armonicista Sugar Ray Norcia, all’epoca front-man del gruppo statunitense Roomful of Blues.
Con il Rico Blues Combo, scrive e incide 5 album: White Whiskey del 1997 (White & Black), premiato dalla critica Italiana come miglior album blues dell’anno; Sleepy Town del 1999 (Pagina 3 Edizioni); Live at Murphy's (Pagina 3 Edizioni) album dal vivo del 2002; House of Blues Rags (Pagina 3 Edizioni) del 2005, con ospiti Sugar Ray Norcia, Mike Turk, Alberto Marsico, David Dal Pozzolo, Matt Leddy e Mauro Ferrarese; 20 (RBC Records), album del 2016 che celebra i venti anni della band.
Dal 2001 è il chitarrista del sassofonista di Boston Sax Gordon.  Nel 2002 Maurizio Pugno, insieme ad Alberto Marsico suona con il batterista dei Deep Purple Ian Paice   Dal 2003 inizia a collaborare con la cantante di Los Angeles Kellie Rucker per la quale scrive ed arrangia diversi brani diventati degli hit di musica roots negli USA.
Nel 2005 collabora artisticamente con il cantante soul di Chicago Tad Robinson, più volte candidato al Grammy Awards e con il chitarrista di Los Angeles Alex Schultz.

### Solista
Nel 2007 inizia la sua carriera solista e incomincia a scrivere e collaborare con Mark DuFresne e Sugar Ray Norcia, in contemporanea forma il Maurizio Pugno Organ Trio insieme ad Alberto Marsico (all’organo) e Gio Rossi (alla batteria), con i quali suona per 5 anni in importanti Teatri d’Europa (tra cui il Paradiso di Amsterdam e festival come il Nottodden Blues Festival in Norvegia).
Parte per gli Stati Uniti dove incide tre album per l’etichetta discografica Pacific Blues Records prodotti da Jerry Hall: That’s What I Found Out nel 2007 con Sugar Ray Norcia, premiato a Parigi come miglior CD Europeo di Blues dell'anno; Kill The Coffee (Pacific Blues Records) nel 2009, con Sugar Ray Norcia e Mark DuFresne, dove propone un blues che mescola shuffle classico, swing e sonorità del lato sud di Chicagotinde di Tex-Mex eMade in Italy – Live at Gubbio Opera House DVD/CD dal vivo del 2010 con Sugar Ray Norcia e Mark DuFresne.
Nel 2008 incide con i Rockwools il tributo alla musica surf con l'album strumentale Surfing with the Frog (Pagina 3 Edizioni). Sempre nello stesso periodo entra a far parte della Egidio Juke Ingala Band, con la quale si cimenta in un tour europeo con il blues/swing della west coast americana. Nel 2009 è in tour con il cantante bkues di New York, Lynwood Slim.
La collaborazione con Mz Dee, cantante proveniente da San Francisco, iniziata nel 2011, si concretizza nella realizzazione di due album completamente scritti ed arrangiati da Pugno: Letters from the Bootland, uscito nel 2012 e The Next Episode del 2013. Sempre nello stesso periodo Pugno collabora con l’armonicista West Coast Mark Hummel in un tour europeo.
Inizia una collaborazione nel 2014 con Linda Valori, durata alcuni anni.
Dal 2019 è sotto contratto con Labilia Srl, un'impresa culturale che si occupa produzioni musicali, di eventi e formazione dove Pugno, oltre che come musicista, ne è anche direttore artistico e coordinatore di progetti musicali.
Nel corso della sua carriera ha prodotto alcuni album di giovani band e ha aperto concerti di artisti come B.B. King, Mavis Staples, Peter Green, Chubby, Solomon Burke, Status Quo, Tower Of Power, Robert Cray, Gianna Nannini, Stevie Ray Vaughan, James Cotton, Johnny Winter, Eric Burdon, The Fabulous Thunderbirds, Ana Popović, Andy J. Forest, Rudy Rotta, Fabio Treves.

## Discografia

### Discografia con Wolves Blues Band

#### Album
- 1988 - Last Nite

### Discografia con Rico Blues Combo

#### Album in studio
- 1988 - White Whiskey
- 1999 - Sleepy Town
- 2005 - House Of Blues Rags
- 2016 - 20

#### Album dal vivo
- 2002 - Live at Murphy’s

### Discografia solista

#### Album in studio
- 2007 - That’s What I Found Out (con Sugar Ray Norcia)
- 2009 - Kill the Coffee (con Sugar Ray Norcia e Mark DuFresne)
- 2008 - Surfing with The Frog  (con The Rockwool)

#### Album dal vivo
- 2010 - Made in Italy – Live at Gubbio Opera House (con Sugar Ray Norcia e Mark DuFresne)

### Discografia con Maurizio Pugno Band

#### Album
- 2012 - Letters from the Bootland (con Mz Dee)
- 2013 - The Next Episode (con Mz Dee)